# Karakas János
Karakas János (Pestszenterzsébet, 1949. június 28. – 2020. június 26.) magyar kertészmérnök, politikus. 1994 és 2006 között a Magyar Szocialista Párt országgyűlési képviselője.

## Életpályája
Apja Karakas János, anyja Fancsali Anna volt. 1967-ben a Kertészeti Technikumban kertésztechnikusi oklevelet, 1972-ben a Kertészeti Egyetemen kertészmérnöki diplomát szerzett. 1982-ben tápanyaggazdálkodási szakmérnök, 1991-ben külkereskedelmi szakmérnök végzettséget szerzett. 1972 és 1982 között a Monori Állami Gazdaságnál üzemegységvezető, 1975-től főkertész volt 1982-től MSZMP monori járási, 1985 és 1989 között a Pest megyei bizottságán gazdaságpolitikai munkatárs. 1991-ben az Állami Biztosító mezőgazdasági kárszakértője. 1978-tól MSZMP-, 1989-től MSZP-tag volt. 1990 és 1994 között Pesterzsébeten önkormányzati képviselőként tevékenykedett. 1994 és 2006 között országgyűlési képviselő volt.

## Elismerései
- Pesterzsébet díszpolgára